# 松戸神社
松戸神社（まつどじんじゃ）は、千葉県松戸市松戸1457番地にある神社である。寛永3年（1626年）の創建とされ、松戸市の総鎮守とされている。神紋は左三つ巴。旧社格は村社。

## 祭神
- お祭り
  - 日本武尊（やまとたけるのみこと）[1]

## 由緒 来歴

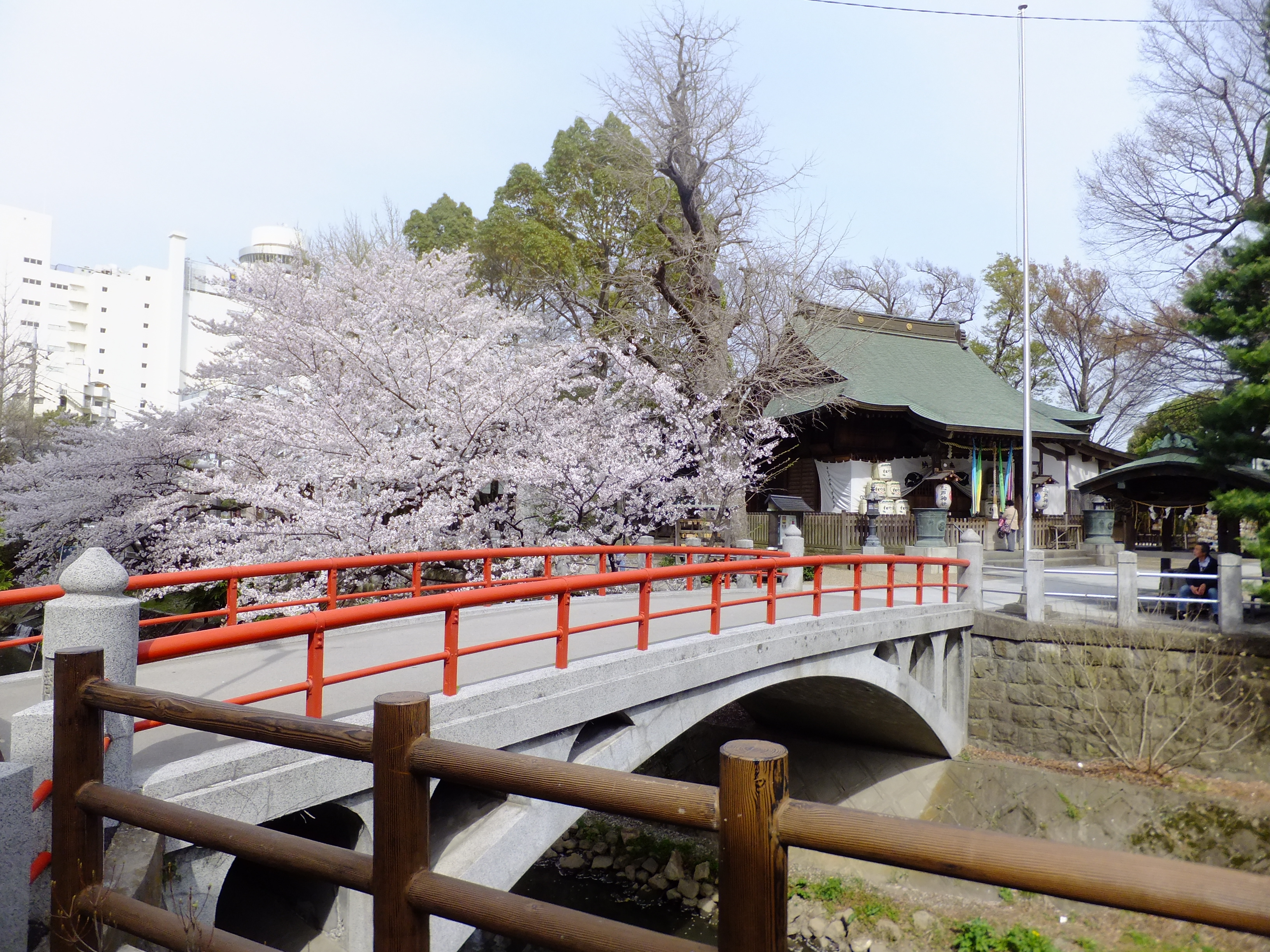
坂川に架かる潜龍橋

社殿は寛永3年（1626年）の創建とされ、神仏習合思想の影響で『御嶽大権現』と称していた。
景行天皇40年、日本武尊（やまとたけるのみこと）が武蔵国へ向かう際に、当地に陣営を設けて従将の吉備武彦（きびたけひこ）連と大伴武日（おおとものたけひ）連の方々と待ち合わせをしたため、待つ郷（まつさと）、待土（まつど）と呼ばれ、『松戸』の地名が生まれたと云われている。
慶長14年（1609年）、水戸城に水戸徳川家が封ぜられると、江戸と水戸とを往来する水戸街道が整備され、松戸宿が宿場町として賑わった。境内地の近隣には陣屋も置かれていたため、水戸徳川家より篤い崇拝を受けた。この地を徳川光圀が鷹狩に訪れた際、御神木である大銀杏に止まっている白鳥へ鷹を放とうとするも鷹は微動だにせず、憤慨した光圀が矢を放とうとしたところ、弓矢が中央から折れてしまい、光圀は折れた弓矢を奉納して神前に鎮謝したとする伝承が残る。
水戸徳川家所縁の品々も多数奉納されたと伝わるが、元文4年（1739年）の松戸宿の大火にて社殿及び奉納品も焼失する。
1882年（明治15年）、社号を『松戸神社』へと改称して有栖川宮幟仁親王より社号の書を授かる。2006年（平成18年）には三笠宮崇仁親王が参拝し、高野槙を植樹した。
2009年（平成21年）12月、宇宙飛行士の山崎直子が宇宙飛行の安全祈願のために参拝した。2010年（平成22年）4月5日、前年10月18日に行われた『松戸神社神幸祭』のためにつくられた『四神お守り』を携えてスペースシャトル『ディスカバリー号』に搭乗し、ケネディ宇宙センターから国際宇宙ステーションへ飛び立った。帰還後の同年5月に松戸を訪れ、供に宇宙へ行った『四神お守り』を同神社へ返納し帰還パレードへ参加している。

## 祭礼
- 水神社大祭 - 6月15日
- 秋葉神社大祭 - 6月30日
- 『松戸神社』大祭 - 10月18日

10月18日が日曜日にあたる年は、松戸市内を巡行する神幸祭が行われる。特徴としては、宮神輿を中心とする行列に四神像が連なっている。
2009年（平成21年）10月18日の例大祭では、稚児行列、四神像、手古舞、獅子頭を載せた山車、宮神輿など、総勢600名にて市内を巡行する神幸祭が行われた。神幸祭が行われない年は、例祭日前の週末に神輿の連合渡御が行われ、町会神輿が伊勢丹松戸店に集合してから松戸神社へ宮入りする。

## 社殿
- 本殿 現在の本殿は1626年（寛永3年）の創建とされる。
  - 秋葉神社、水神社、金毘羅社、三峰社、八幡社、松尾社、浅間社、庚申社、稲荷社、厳島社
- 社務所 神輿庫 神楽殿

## 現地情報
所在地
- 千葉県松戸市松戸1457

交通アクセス
- 鉄道
  - JR東日本・京成電鉄 松戸駅西口から徒歩約7分（経路案内）
- 車
  - 東京外環自動車道 松戸インターチェンジ から約7分
  - 境内駐車場20台（無料）※正月期、祭礼期は、駐車不可
- 路線バス
  - 京成バス「国分線」より「宮前町」下車、徒歩約1分（経路案内）

周辺
- 周辺情報は「坂川お散歩MAP」参照
  - 松龍寺
  - 松先稲荷